# Niebor
Niebor – staropolskie imię męskie, złożone z dwóch członów: nie- (negacja) i -bor ("walka"). Być może oznaczało "tego, kto nie walczy" albo powstało przez negację imion z członem Borzy- lub -bor (takich, jak Borzywoj albo Bolebor).